# Digital academic repository
Een digital academic repository (digitale academische bewaarplaats) is een digitaal archief van wetenschappelijke publicaties. Het bestaat uit opslagruimte om digitale en gedigitaliseerde informatie op een zo duurzaam mogelijke manier op te slaan (server) en software om deze bestanden toegankelijk te maken (database). Dergelijke archieven zijn door alle Nederlandse universiteiten en door een aantal onderzoeksinstituten aangelegd. Andere namen die voor hetzelfde fenomeen worden gebruikt zijn: institutional repository of institutioneel repositorium.

## Geschiedenis
Voor het internettijdperk publiceerden onderzoekers hun resultaten alleen op congressen en in wetenschappelijke tijdschriften. De snelle toename van online beschikbare informatie en de nieuwe mogelijkheden van digitale opslag en dienstverlening hebben de roep doen ontstaan om onderzoeksresultaten sneller beschikbaar te maken. Nieuwe digitale dienstverlening betekent onder andere: artikelen op je eigen pc te raadplegen, attenderingsdiensten, automatisch oogsten ("harvesten") van artikelen die aan bepaalde onderwerpscriteria voldoen, printing-on-demand.
Daarnaast nam de wetenschappelijke productie enorm toe en werden wetenschappelijke tijdschriften zo duur dat de meeste onderzoeksinstellingen de abonnementen van de tijdschriften niet meer konden of wilden betalen ("serials crisis"). De rare situatie bestond dat de producenten van een bepaald product, genaamd wetenschap, dit product zelf niet meer konden betalen. Er ontstond een nieuw initiatief dat Open Archives Initiative (OAI) heet en een mondiale beweging die 'Open Access' genoemd wordt. Wanneer alle onderzoeksinstellingen hun onderzoeksresultaten op een gestandaardiseerde manier zouden opslaan, voorzien van metadata die ook aan een internationale standaard voldoen, dan konden ze gratis beschikbaar worden gesteld aan alle geïnteresseerden, waar ook ter wereld. Deze beweging heeft tot veel elan geleid, tot standaardiseringsinitiatieven, software als "link resolvers" en ook tot de stichting van Institutionele Repositoria die inmiddels bij de meeste onderzoeksinstellingen actief worden gevuld, beheerd en toegankelijk gemaakt.
Opslag, beheer en dienstverlening van institutionele repositoria is in handen gelegd van de universiteitsbibliotheken. Ze maken sinds enkele jaren deel uit van het universitaire programma's om de klassieke bibliotheek uit te breiden met een digitale bibliotheek.
In Nederland zijn de initiatieven om tot institutionele repositoria te komen gebundeld in het projectenprogramma DARE (Digital Academic Repositories). DARE is sinds 2003 een gezamenlijk initiatief van de Nederlandse universiteiten, de Koninklijke Bibliotheek, de KNAW en NWO. Het programma, dat werd gecoördineerd door de Stichting SURF, duurde tot 2007.
DAREnet, waarin toegang werd gegeven tot de repositories in Nederland is, is in 2007 opgenomen in de portal NARCIS. Deze portal wordt onderhouden en ontwikkeld door afdeling Onderzoek Informatie van de KNAW.
De harvester software van NARCIS leest alle rechtenvrij beschikbare decentrale bestanden met de bijbehorende metadata in, in haar eigen centrale bestand. Op die manier komen de gecombineerde gegevens van al deze instituten beschikbaar via één zoekinterface op één website. Dat betekent dat wetenschappers en geïnteresseerden van over de hele wereld toegang hebben tot een groot deel van de resultaten van Nederlands wetenschappelijk onderzoek. Nederland is daarmee wereldwijd voorloper op het gebied van open access voor wetenschappelijke publicaties.

## Doelstellingen

### Doel repositorium
De voornaamste doelen van een institutioneel repositorium zijn:
- gestandaardiseerde opslag van content;
- beheer en dienstverlening vereenvoudigen en uitbreiden;
- mondiale zichtbaarheid van de onderzoeksresultaten van de instelling zonder belemmeringen;
- het creëren van Open Access door zelfarchivering;

De meestgebruikte softwareplatforms zijn Eprints, DSpace en Bepress.

### Doel van DARE
Het doel van het DARE programma was het verlenen van (gratis) toegang tot de nationale wetenschappelijke onderzoekspublicaties. Om dit te bereiken worden binnen de universiteiten en deelnemende onderzoeksinstituten wetenschappelijke publicaties full-text (meestal als pdf) lokaal opgeslagen en door middel van het toekennen van metadata ontsloten.
Nadat de deelnemende instellingen tot 2007 vooral aandacht besteedden aan het opzetten van de technische infrastructuur, richt het programma zich meer op het gebruik van de opgeslagen informatie en de communicatie met en tussen wetenschappers. Dit wordt uitgedragen onder het motto SURFSHARE.

## NARCIS
De wetenschapsportal NARCIS biedt toegang tot wetenschappelijke informatie waaronder (open access) publicaties afkomstig uit de repositories van alle Nederlandse universiteiten, KNAW, NWO en diverse wetenschappelijke instellingen, datasets van een aantal data-archieven, alsmede beschrijvingen van onderzoeksprojecten, onderzoekers en onderzoeksinstituten. NARCIS wordt Data Archiving and Networked Services (DANS) in samenwerking met bovenstaande instellingen ontwikkeld.

## DRIVER
De Europese versie van DARE is het netwerk van repositories DRIVER (Digital Repository Infrastructure Vision for European Research). DRIVER geeft toegang tot ruim 2,500,000 wetenschappelijke Open Access publicaties van ongeveer 250 repositories uit 33 landen.

### Databases/Portals
- NARCIS (Toegang tot o.a. de Nederlandse wetenschappelijke, Open Access publicaties)
- HBO-Kennisbank (toegang tot publicaties vanuit HBO instellingen)
- DRIVER
- Open Access Repositories (OpenDOAR)
- Web Ranking Repositoria
- Registry of Open Access Repositories (ROAR).

### Over IR en Open Access
- OpenAccess.nl
- Open Access Archivangelism (door Stevan Harnad)
- Openarchives.eu - Europees overzicht OAI-PMH IR
- Registry of Open Access Repository Material Archiving Policies (ROARMAP)
- SHERPA (Ondersteuning Open Access)